# Ceratocapsus decurvatus
Ceratocapsus decurvatus är en insektsart som beskrevs av Knight 1930. Ceratocapsus decurvatus ingår i släktet Ceratocapsus och familjen ängsskinnbaggar. Inga underarter finns listade i Catalogue of Life.